# قرار مجلس الأمن التابع للأمم المتحدة رقم 216
قرار مجلس الأمن التابع للأمم المتحدة رقم 216، اعتمده مجلس الأمن التابع للأمم المتحدة في 12 نوفمبر عام 1965، بعد يوم من قيام روديسيا الجنوبية إعلان الاستقلال عن الإمبراطورية البريطانية كدولة روديسيا. كان التصويت عشرة مع القرار، مع امتناع فرنسا عن التصويت.
إن مجلس الأمن في فقرتي القرار:
1. ندد بإعلان الاستقلال من جانب واحد «من قبل أقلية عنصرية» في روديسيا الجنوبية.
2. دعا جميع الدول إلى رفض الاعتراف بـ «نظام الأقلية العنصرية غير القانونية» في جنوب روديسيا والامتناع عن تقديم أي مساعدة له.

وأعقب القرار في 20 نوفمبر قرار مجلس الأمن رقم 217، الذي عرض فيه مجلس الأمن بمزيد من التفصيل إدانته لحكومة إعلان الاستقلال من جانب واحد واقترح خطوات يجب اتخاذها لمعالجة الأزمة.